# تشيرنينا
تشيرنينا czernina ( وضوحا: [t͡ʂɛrˈɲina]، من czarny - "الحساء الأسود") هو حساء بولندي مصنوع تقليديا من دم البط ومرق الدواجن الصافي. يمكن أيضًا استخدام دم الأرانب أو الخنازير كبدائل.   في اللغة الإنجليزية يمكن أن يطلق عليه " حساء دم البط".

## النكهات
عمومًا، الطعم الحلو والمر للحساء يأتي من توازن السكر والخل . ومع ذلك، هناك المئات من الوصفات الشائعة في أجزاء مختلفة من بولندا وبيلاروسيا وليتوانيا . من بين المكونات المستخدمة شراب البرقوق أو الكمثرى والكمثرى المجففة والخوخ والكرز وخل التفاح والعسل . مثل معظم الحساء البولندي، يتم تقديم الزيرنينا عادة مع كلوسكي أو نودلز فاخرة أو معكرونة أو بطاطس مسلوقة أو زلابية .
حتى القرن التاسع عشر كانت تشيرنينا أيضًا رمزًا في الثقافة البولندية . تم تقديمه للشباب الذين تقدموا بطلب للحصول على يد من يحبون. إذا تم رفض الخاطب، فسيتم تقديم تشيرنينا له. إنه عنصر مؤامرة في Pan Tadeusz، وهي قصيدة ملحمية بولندية شهيرة كتبها آدم ميكيفيتش. إنه أيضًا طبق محلي في مدن كاشوبيا و Masuria و بوزنان في بولندا.

## أنظر أيضا
- الدم في الغذاء
- حساء دم البط والشعيرية
- شوربة دم الدجاج والبط
- قائمة أطباق البط
- قائمة الحساء
- المطبخ البولندي